# Peña Ezcaurre
La Peña Ezcaurre (Ezkaurre en euskera, Ezcaurri en ansotano) es un pico de los Pirineos occidentales, de 2045 m s. n. m. de altitud, enclavado entre los valles de Zuriza (alto valle de Ansó) y de Roncal. Su cima se encuentra en la divisoria entre Aragón (provincia de Huesca) y Navarra.
Es destacable su vertiente Este, con paredes verticales de unos 200 metros de altura en la parte alta, y que cae abruptamente algo más de 1000 m de desnivel hasta el río Veral, para una distancia horizontal de poco más de 1200 m. Las otras vertientes presentan una orografía más suave, aunque compleja, con diversas cimas y valles secundarios. Hasta la localidad de Isaba, al Oeste, hay unos 1200 m de desnivel, para una distancia horizontal de unos 7 km.
La ruta normal de ascensión parte, a unos 1300 m s. n. m., de las cercanías del collado de Argibiela, al Noreste, limítrofe asimismo entre Aragón y Navarra, y muy cerca del refugio de Zuriza.